# Atala nella tomba
(Cosmorama pittorico, 1845, p. 59)
Atala nella tomba (Atala au tombeau), o I funerali d'Atala (Les Funérailles d'Atala), è un dipinto a olio su tela realizzato da Anne-Louis Girodet nel 1808 e conservato al museo del Louvre.

## Soggetto
La scena raffigurata è tratta dal romanzo Atala, incluso nel Genio del Cristianesimo di Chateaubriand e dato alle stampe nel 1801. Fu Louis-François Bertin, il direttore del Journal des débats, divenuto tramite un decreto di Napoleone il Journal de l’Empire nel 1805, che commissionò a Girodet un dipinto ispirato al racconto di Chateaubriand "Atala o l'amore di due selvaggi nel deserto".
Girodet scelse di dipingere la sepoltura di Atala, una parte della storia sulla quale lo scrittore non fornisce molti dettagli, tranne per la posizione dei personaggi nella grotta.

## Descrizione

### I personaggi
Questo quadro presenta tre personaggi fissi e sospesi in un'azione funebre e che sono legati l'un l'altro dallo stesso movimento poetico che inizia con l'inclinazione dell'amante in ginocchio, poi si inarca nel corpo di Atala e infine si raddrizza nell'eremita.
La scena implica un'ecfrasi: di certo Girodet era anche il pittore dell'ut pictura poësis.

#### Chactas

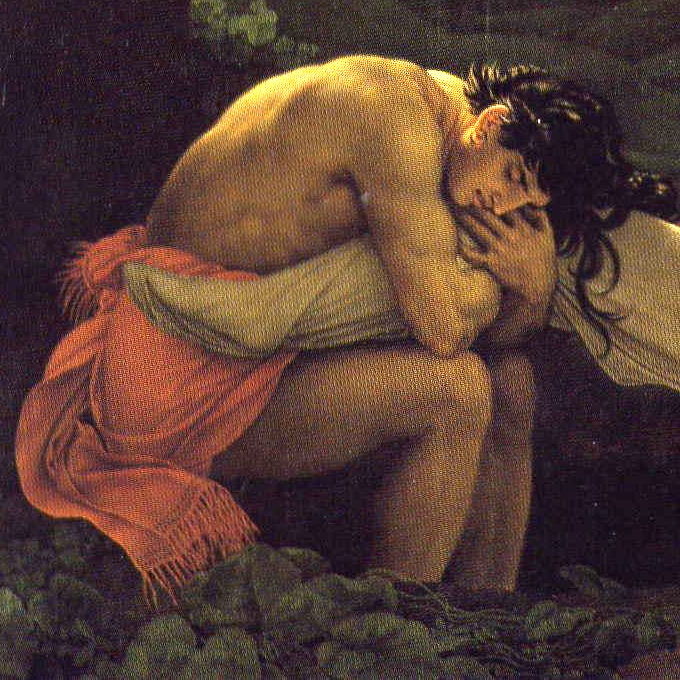
Un dettaglio della figura di Chactas.

A sinistra, con indosso un perizoma, un orecchino e i capelli divisi in trecce, Chactas (o Sciacta in alcune edizioni italiane del romanzo) stringe disperatamente le gambe di Atala tra il suo petto, le sue braccia e le sue gambe, e poggia la testa sulle sue ginocchia. Si ritiene che per questa figura abbia posato il pittore Jean-Jacques Monanteuil.

#### Il padre Aubry
A destra, nascosto nel suo abito di lana e incappucciato, con il volto rivolto verso il basso e la barba bianca, egli guarda Atala e sembra pregare, sostenendo con delicatezza le spalle della fanciulla innocente.

#### Atala
Al centro, le mani di Atala sono giunte su una croce e il suo volto esprime pace e serenità. La luce lunare, che simboleggia anche la purezza, colpisce solo lei. Questo tema era caro a Girodet ed è presente maggiormente nel Sonno di Endimione.

### I particolari
Lo sguardo si concentra anche sulla pala in primo piano che rende l'idea dell'istante fatale nel quale la fossa è stata scavata; poi, c'è il versetto della Bibbia ispirato al libro di Giobbe (J'ai passé comme la fleur, j'ai séché comme l'herbe des champs, che si rifà al passo biblico "[L'uomo] spunta come un fiore, poi è reciso; fugge come un'ombra, e non dura") inciso sulla parete rocciosa che l'eremita declama durante la cerimonia funebre.

## Analisi
Atala riposa in una posizione che richiama il sonno ma che qui coincide con la morte; nel suo Pigmalione e Galatea del 1819, il pittore avrebbe espresso un altro sentimento che si colloca tra l'immobilità fredda del marmo e il risveglio improvviso di Galatea.
Questo quadro richiama Il sonno di Endimione, dipinto a Roma nel 1792 e nel quale Girodet aveva legato Ipno ad Eros: nell'Atala il legame è stretto soprattutto con Tanato, che è il figlio della Notte ma anche il fratello del Sonno (Ipno) ed è senza dubbio ciò che dà alla composizione l'impressione di vedere una vergine addormentata, piuttosto che una suicida. Su questo aspetto Jacques-Louis David criticò Girodet, ritenendo che la scena fosse poco realistica: "La testa e il colorito di Atala sono quelli di una defunta. Perché le mani non sono morte? Vi siete sbagliato. Non è così che funziona la natura." Con quest'opera, nel 1808, Girodet divenne, come Chateaubriand, un precursore del movimento romantico, basandosi sul concetto dell'ut pictura poësis (in latino "la poesia come la pittura"); egli si allontanò dall'eroismo rivoluzionario e militare proprio del suo maestro.
La maniera di dipingere rimane molto neoclassica ma sono presenti degli elementi tipici del romanticismo, tanto per la scelta del tema, che non presenta alcun legame con l'antichità o i testi sacri, quanto per la tecnica che gioca vigorosamente sui contrasti. Di certo il pittore, attraverso questa deposizione, riprende uno dei temi più importanti dell'iconografia cristiana.
Infine, Baudelaire scrisse nel 1855: "L'Atala di Girodet è, come la pensano certi burloni che presto saranno molto vecchi, un dramma di gran lunga superiore a una miriade di sciocchezze moderne innominabili."